# Bete Golgota-Selassié
Bete Gologota-Selassié (ቤተ ጎልጎታና ሥላሴ የጸሎት ቤት (Béta Golgotanna Sellasé yätsälot bét) en amharique) ou Biete Golgotha Mikael ("La maison de Golgotha-Mikael" ou "Lalibela") est une église éthiopienne orthodoxe située à Lalibela, dans l’Amhara, en Éthiopie. 
C’est une des onze églises rupestres de la ville. Elle fait partie du groupe de six églises situé au Nord-Ouest.

## Description
Bete Golgota est de type semi-monolithique car non entièrement dégagée du rempart naturel de Bete Maryam.
L'édifice comporte de nombreux bas-reliefs de saints ou représentant les quatre évangélistes, la "tombe d'Adam", un "tombeau du Christ" surmonté d'archanges, ainsi que celui du roi Lalibela. Celui-ci se tiendrait au sous-sol. La poussière du tombeau du roi Lalibela est sacrée car elle aurait la vertu de soigner les malades. Des pèlerins s'y déplacent pour recevoir cette poussière uniquement par l'intermédiaire d'un prêtre affecté à cette tâche.

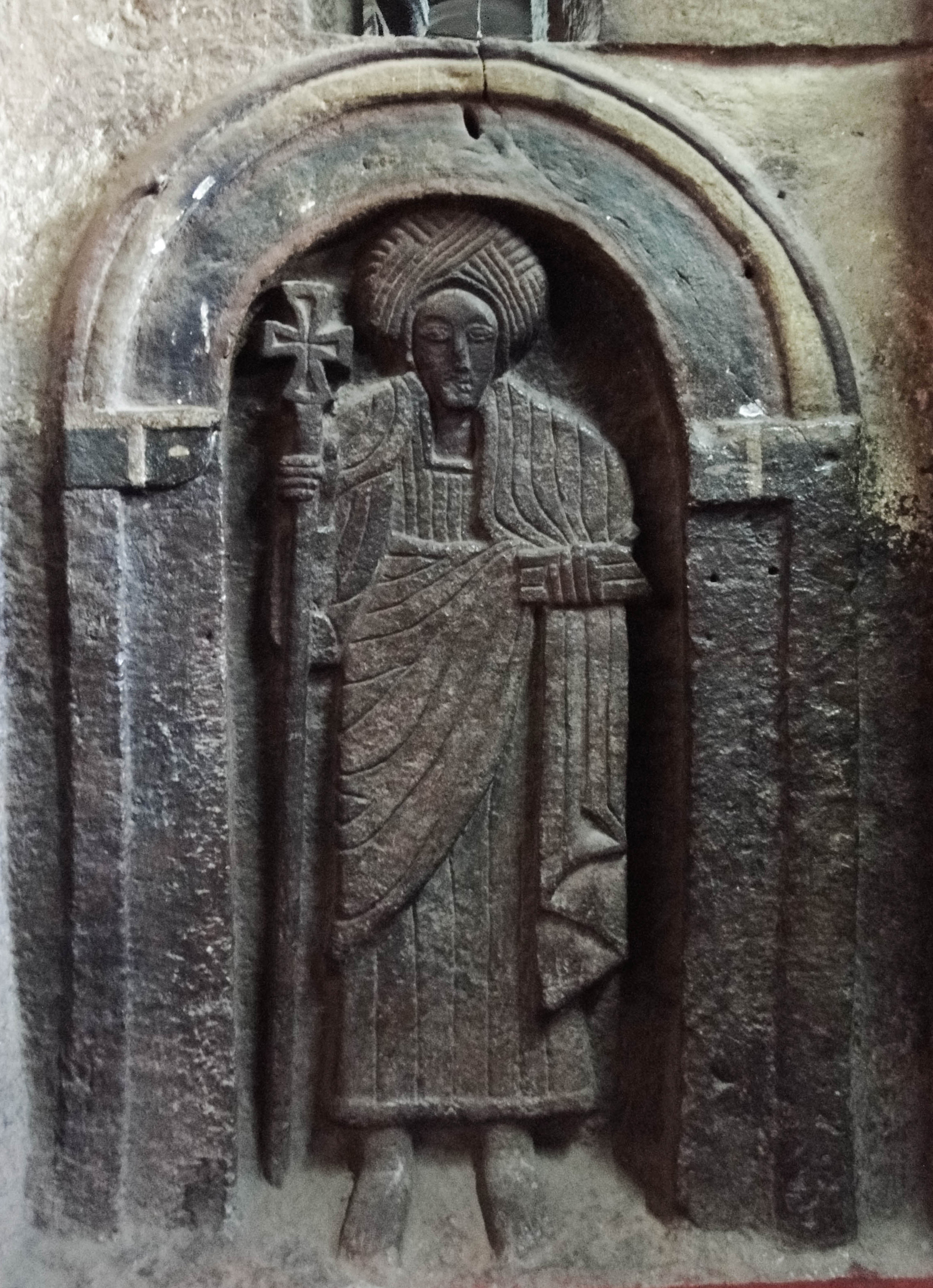
Bas-relief représentant un saint.

Il faut traverser Bete Gologota pour accéder à la petite chapelle attenante de type hypogée dédiée à la Sainte Trinité Biet Sellassié (ሥላሴ የጸሎት ቤት). 
De plan trapézoïdal, la salle recèle une abside, un pilier central et une fenêtre ogivale, ainsi que trois autels monolithes, ornés de croix et creusés en leur centre d'une cavité où le prêtre déposait le tabot (l'Arche d'alliance, en guèze) lors de la messe. 
Le fond de la crypte abrite deux personnages mystérieux aux mains jointes en signe de prière, disposés de part et d'autre d'une niche vide surmontée d'une croix encerclée, peut-être une figuration de la Trinité.